# Sergueï Kiriakov
Sergeï Viatcheslavovitch Kiriakov (en russe : Серге́й Вячесла́вович Кирьяко́в) est un footballeur russe né le 1er janvier 1970 à Orel. Il évoluait au poste d'attaquant reconverti entraîneur.

## Biographie

### Carrière en club
Formé au Dynamo Moscou il s'impose très rapidement en équipe première au point de débuter en équipe nationale à 19 ans seulement.
Lors de l'été 1992 il rejoint l'Allemagne et Karlsruher SC. Le club, entrainé par Winfried Schäfer, vit une des meilleures périodes de son histoire en obtenant des classements honorables en Bundesliga et participant régulièrement à la coupe de l'UEFA. Elle va également être la meilleure période de la carrière de Serguei Kiriakov. L'apogée de cette aventure est une demi-finale de coupe de l'UEFA en 1994. Le club élimine entre autres le PSV Eindhoven, les Girondins de Bordeaux et le FC Valence après une confrontation mémorable (victoire 7-0 au retour à Karlsruhe après une défaite 3-1 à l'aller en Espagne).
Lors de la saison 1997-1998 Kirikov, blessé pendant une grande partie de la saison, ne joue que 5 matchs et le club vit une saison cauchemardesque. Après 12 ans à la tête du club Winfried Schäfer est licencié en mars 1998. Ce changement d'entraineur ne produit pas d'effet et le club est finalement relégué en Bundesliga 2. Il rejoint alors Hambourg SV pour la saison 1998-1999.
Après une seule saison à Hambourg il signe au Tennis Borussia Berlin qui est entrainé par son ancien mentor de Karlsruhe Winfried Schäfer. Le club de Berlin évolue en deuxième division mais a des objectifs élevés et a fait un recrutement important avec des internationaux comme Jan Suchopárek et donc Serguei Kiriakov. Les résultats de Kiriakov et du Borussia Berlin sont pourtant décevants. Une treizième place en championnat et seulement trois buts en 28 matchs pour Kiriakov. À la fin de la saison le club est même relégué à cause de problèmes financiers et Serguei Kiriakov doit donc quitter le club.
Il joue alors pendant trois ans en Chine au Yunnan Hongta puis au Shandong Luneng et retrouve là-bas le chemin des filets régulièrement. Il prend sa retraite à 32 ans à la fin de la saison 2003.

### Carrière internationale
International très jeune Kiriakov compte 1 sélection pour l'URSS en 1989 contre la Pologne (1 but), 9 pour la CEI en 1992 (4 buts) et 28 pour la Russie (10 buts), la dernière en 1998. Au cours de sa carrière internationale il a participé au Championnat d'Europe des nations 1992 en Suède et au Championnat d'Europe des nations 1996 en Angleterre. Les deux fois sa sélection est éliminé au premier tour.

### Carrière d'entraîneur
Après sa carrière de joueur il s'est initié au métier d’entraîneur à la tête du club Letton de FK Daugava Daugavpils en 2006.